# Muruwwa
Il termine muruwwa (in arabo مروّة‎?) identificava, specie in età preislamica (jāhiliyya), la somma delle qualità umane che rendevano, allora come ora, agli occhi degli Arabi peninsulari l'uomo degno della massima stima e considerazione. 
Esse consistevano in: 
- fakhr, la dilatata magnificazione della propria stirpe;
- ḥamāsa, coraggio e disprezzo del pericolo;
- karam (o ḍayf o ḥasab), sconfinata generosità e ospitalità;
- ʿirḍ, spropositato senso di sé e del proprio onore;
- ṣabr,  pazienza che l'uomo deve esprimere nelle avversità;
- ḥilm, autocontrollo.

Non essere accreditato di muruwwa (dalla radice <m-r-'>, "essere umano") significava non avere onore ed essere indegno di stima.